# Muskelphysiologie
Die Muskelphysiologie beschäftigt sich mit der Funktionsweise und Versorgung des Muskels. Sie untersucht z. B. den Ablauf der Kontraktionsvorgänge. Hierfür sind genauere Kenntnisse der Histologie erforderlich.
Unterthemen der Muskelphysiologie sind:
- Neuromuskuläre Erregungsübertragung
- Elektromechanische Kopplung und Kontraktion
- Regulation der Muskelkontraktion
- Muskelmechanik
- Muskelenergetik